# 우주원소존재비

태양계의 원소존재비 추산량. 규소의 양을 10^6으로 정했을 때이다.

우주원소존재비(宇宙元素存在比, cosmic abundance)란 우주 안에 존재하는 원소들의 비율이다.

## 원소별 존재비

### 수소와헬륨
빅뱅 당시 만들어진 수소와 헬륨이 가장 흔하다. 태양계의 70.7%가 수소, 27.4%가 헬륨이므로 그 이외의 원소는 아무리 다 합해도 2%에 미치지 못한다.

### 리튬,베릴륨과붕소
그 다음 세 원소(리튬, 베릴륨, 붕소)는 빅뱅에서도, 항성 핵융합에서도 많이 합성되지 않았거나, 불안정하기 때문에 드물다.
- 베릴륨: 헬륨은 상당히 안정된 원소이기 때문에 양성자 4개와 중성자 4개로 이루어진 베릴륨-8은 만들어지자마자 바로 헬륨 2개로 분열된다. 결과적으로 중성자가 하나 더 많은 베릴륨-9밖에 남지 않으므로 우주에는 아주 소량만 존재한다.
- 탄소: 탄소는 베릴륨과 다르게 헬륨보다 더 안정적이다. 헬륨 2개가 충돌할 때보다 3개가 충돌하는 경우가 드물어서 원래대로라면 탄소는 베릴륨-8보다 더 적은 양이 만들어져야 한다. 그런데 베릴륨8이 안정적이지 않은 만큼 [[탄소12]의 양이 상대적으로 많아졌기 때문에 탄소는 더 많이 존재한다.
- 리튬과 붕소: 리튬과 붕소도 베릴륨 정도는 아니지만 적게 존재한다. 양성자와 중성자 개수가 우연히 만들어지기 힘든 조합이기 때문이다.

### 철
철은 1핵자당 결합에너지가 가장 크고 원소가 안정적이므로 많이 존재한다. 그보다 원자번호가 큰 원소는 초신성 폭발 때문에 생겨났고, 불안정적이어서 소량 존재한다. 그래프의 오른쪽으로 갈수록, 주기율표의 아래쪽으로 갈수록 무거운 원소이고 존재량이 적어진다.

### 원자번호가짝수인 원소
원자핵은 양성자 수가 짝수인 경우가 홀수인 경우보다 에너지가 안정된다는 성질이 있어서, 결과적으로 원자번호가 짝수인 원소가 많다. 이것을 오도-하킨스의 법칙(영어: Oddo-Harkins rule)이라고 한다.

## 같이 보기
- 핵합성
- 원소
- 오도-하킨스의 법칙(영어)